# Пуэрто-Рико на Играх доброй воли
Пуэрто-Рико принимало участие в летних Играх доброй воли, начиная с Игр 1990 года.
На всех Играх спортивные делегации Пуэрто-Рико завоевали всего 3 медали, из них 1 золотую.

## Медальный зачёт

### Медали на летних Играх
| Игры                 | Золото         | Серебро        | Бронза         | Всего          | Место          |
| 1986                 | не участвовали | не участвовали | не участвовали | не участвовали | не участвовали |
| Сиэтл 1990           | 0              | 0              | 0              | 0              | —              |
| Санкт-Петербург 1994 | 1              | 0              | 1              | 2              | 25             |
| Нью-Йорк 1998        | 0              | 0              | 0              | 0              | —              |
| Брисбен 2001         | 0              | 0              | 1              | 1              | 42             |
| Всего                | 1              | 0              | 2              | 3              |                |